# Faux Mouvement (film)
Pour les articles homonymes, voir Faux Mouvement (homonymie).
Pour plus de détails, voir Fiche technique et Distribution.
Faux Mouvement (titre original en allemand : Falsche Bewegung) est un film allemand réalisé par Wim Wenders, sorti en 1975.

## Synopsis
Vivant sous l'emprise d'une mère oppressante, le jeune Wilhelm décide de partir à Bonn avec l'envie de devenir écrivain. Dans le train, il rencontre un ancien athlète olympique et une adolescente mutique qui l'accompagne. Une actrice et un jeune homme les rejoignent. Dès lors, rien ne se passera comme prévu pour Wilhelm 6 jours dans la vie d'un jeune homme, 6 jours pour décider de son avenir et se confronter à l'apprentissage de la réalité.

## Fiche technique
- Titre : Faux Mouvement
- Titre original : Falsche Bewegung
- Réalisation : Wim Wenders
- Scénario : Peter Handke d'après Goethe
- Photographie : Robby Müller
- Pays d'origine : Allemagne de l'Ouest
- Format : Couleurs - 1,66:1 - Mono - 35 mm
- Genre : Drame
- Durée : 103 minutes
- Date de sortie : 1975

## Distribution
- Rüdiger Vogler : Wilhelm
- Hans Christian Blech : Laertes
- Hanna Schygulla : Therese Farner
- Nastassja Kinski : Mignon
- Peter Kern : Bernhard Landau
- Ivan Desny : l'industriel
- Marianne Hoppe : la mère
- Lisa Kreuzer : Janine
- Adolf Hansen : Schaffner

## Autour du film
Le film s'inspire du roman d'apprentissage écrit par Goethe : Les Années d'apprentissage de Wilhelm Meister.